# Guéyo
Guéyo es un departamento de la región de Nawa, Costa de Marfil. En mayo de 2014 tenía una población censada de 83 680 habitantes.
Se encuentra ubicado al suroeste del país, cerca del río Sassandra y de la frontera con Liberia.